# جان سی لاول
جان سی لاول (انگلیسی: John C. Lovell؛ زادهٔ october ۱۱, ۱۹۶۷ (۵۷ سال)) ورزشکار اهل ایالات متحده آمریکا است.
وی در مسابقات کشوری و بین‌المللی در مجموع برندهٔ ۱ مدال نقره شده‌است.